# Barba (argot LGBT)
Barba (en inglés: Beard) es un término de jerga originado en Estados Unidos que se refiere a una persona utilizada, consciente o inconscientemente, como cita, pareja romántica (novio o novia) o cónyuge de otra, ya sea para ocultar una infidelidad o para ocultar la orientación sexual de alguien. El término también se refiere, en algunas áreas, a cualquier persona que actúe en nombre de otra en cualquier transacción para ocultar la verdadera identidad de una persona. El término puede usarse en contextos heterosexuales y no heterosexuales, pero es especialmente utilizado dentro de la cultura LGBTQ+. Se pueden encontrar referencias a «barbas» en programas de televisión, películas y otros entretenimientos mainstream.

## Historia
El uso del término «barba», también conocido como «citas lavanda» o «citas fachada», se remonta al siglo XX, antes de los movimientos por los derechos de los homosexuales. Esto ocurrió en una época en la que las relaciones homosexuales aún no habían ganado aceptación pública en el mundo occidental. A menudo, en la primera mitad del siglo XX, una compañera o compañero «barba» era utilizado por personas homosexuales para ocultar su orientación sexual mediante la apariencia de una relación heterosexual. Esta relación solía ser entre una lesbiana y un hombre gay en un intento de disipar rumores sobre su orientación homosexual. En algunas situaciones, como la de Vita Sackville-West y Harold Nicolson, la pareja en la relación «barba» podía tener hijos juntos a pesar de la falta de atracción sexual. Hoy en día, el término «barba» o «citas lavanda» se usa menos debido a una mayor aceptación de la homosexualidad en Estados Unidos y Europa Occidental, pero todavía se utiliza ocasionalmente por jóvenes de comunidades tradicionales o países conservadores.

## Ocultar infidelidad
En los primeros usos del término, un escenario de «barba» implicaba ocultar una infidelidad en una relación monógama. En un escenario típico, X e Y están en una relación supuestamente exclusiva, pero X está siendo infiel con Z. Sin embargo, para evitar que Y descubra la infidelidad de X, W, la «barba», finge estar emparejada con Z. Este escenario es una premisa central de la película de Woody Allen de 1984, Broadway Danny Rose. El agente de talentos titular es la «barba», fingiendo salir con Tina, una mujer soltera que en realidad tiene una aventura con el cantante casado Lou Canova, cliente de Danny. Al presentarse como la cita de Tina, Danny puede llevarla a la actuación de Lou sin atraer la atención de la esposa de Lou. El término «barba» es un chiste recurrente, usado cuatro veces (por ejemplo, «solo soy la barba») cuando el ex de Tina asume que Danny es el amante misterioso de Tina.

## Ocultar la orientación sexual
Muchos de los reportados matrimonios lavanda de la década de 1920 en Hollywood, y el similarmente reportado matrimonio «romántico» de Rock Hudson (mediados de los años 1950) emplearon el mismo uso. En el caso de Hudson, Phyllis Gates actuó como su «barba» para evitar el daño que la revelación de la homosexualidad de Hudson podría haber causado a su carrera.
En una entrevista de 2011, Betty White afirmó que a menudo sirvió como «barba» para Liberace para contrarrestar los rumores sobre su homosexualidad.
Estas relaciones pueden causar problemas legales y emocionales para ambas partes, particularmente cuando terminan.